# Communications Oriented Production Information and Control System
Das Communications Oriented Production Information and Control System (Abkürzung: COPICS) war eine 1972 von IBM veröffentlichte Sammlung von Softwarelösungen für integrierte Datenverarbeitungssysteme in der Fertigung. COPICS umfasste 12 Kapitel in 8 Bänden. Band I enthielt eine Übersicht für das Management, Systemvoraussetzungen, Erläuterungen und Stichwörter, Band II bis VII beschrieben die Anwendungen und Band VIII die zugrundezulegende Datenbank. COPICS wurde bewusst nicht als fertig einzusetzendes System konzipiert, deshalb gab es zunächst auch keine realisierte COPICS-Software. Das Systemkonzept sollte lediglich Führungskräften von Unternehmen zeigen, wie sie die für sie passende Anwendungssoftware gestalten können.

## Übersicht
COPICS ist ein Konzept für das Management, nicht für Softwareentwickler. Es ist für die Produktion konzipiert – nicht für Vertrieb, Personalwesen oder Buchhaltung – und es ist kommunikationsorientiert, im Jahre 1972 durchaus eine Neuheit. Wie die Überschriften der Anwendungsgebiete weiter unten zeigen, ist durchgehend eine Unterscheidung von Planung und Steuerung mit besonderer Betonung der Verbesserung der Steuerungsmöglichkeiten durch schnellere und bessere Erkennung von Abweichungen im Fertigungsprozess vorgesehen. Hilfsmittel hierfür sind vom DV-System erkennbare Standards, die durch Berechnung oder Messung zu überprüfen sind, und Aktionen, die bei Abweichungen zu treffen sind.
Für Aktionen gibt es Aktionsdateien, über die das System Nachrichten übermitteln kann. Aktionsdateien können als Satz von Aktionsregeln betrachtet werden, die im Voraus festlegen, was bei Feststellung bestimmter Abweichungen vom Plan des Fertigungsprozesses getan werden muss, das heißt wer informiert werden muss. Die Hinweise in der Aktionsdatei sind nach Priorität geordnet, verantwortliche Mitarbeiter werden benachrichtigt, der Empfang der Nachrichten muss von ihnen bestätigt werden und durch Auswahl bestimmter Schlüssel kann festgelegt werden, wer je nach Leitungsebene wie viel Informationen erhalten soll.
Weitere Besonderheiten – immer im Kontext der damaligen Zeit – sind direkte Computerüberwachung von Maschinen, Hochregallagern u. ä., Onlineverarbeitung über Datenstationen und Bildschirmgeräte mit sofortiger Verarbeitung im Dialog, will heißen – sofern erforderlich – sofortige Aktualisierung aller von einem Vorgang betroffenen Datensätze und sogenannte „Net Change“-Verarbeitung. Zur damaligen Zeit war die Verarbeitung von Änderungen im Wochen- oder Monatsrhythmus üblich. Das hätte aber den Fortschritt der Dialogsofortverarbeitung konterkariert. Für die Fälle, bei denen eine sofortige Verarbeitung technisch oder wirtschaftlich nicht möglich war, gab es natürlich weiterhin Stapel- (oder Batch-) Verarbeitung.

## Anwendungsgebiete

### Verwaltung der Konstruktions- und Produktionsdaten
Verwaltung der Konstruktions- und Produktionsdaten (Engineering and Production Data Control). Hierzu gehören die Teilestammdaten, Stücklisten, Technische Zeichnungen, technische Änderungen, Erzeugnishistorie, Arbeitspläne, Arbeitsplätze mit ihren Kapazitäten und Werkzeuge.

### Kundenauftragsverwaltung
Die Kundenauftragsverwaltung (Customer Order Servicing) ist Schnittstelle zwischen Vertriebssystem und Fertigung und reicht von Auftragseingang des Kundenauftrags bis zum Versand. Im Einzelnen werden abgehandelt: Auftragsprüfung und Annahme der Kundenaufträge, Auftragssteuerung mit Auftragsfortschrittskontrolle, Ausrüstungskontrolle, Festlegung der Auftragspriorität und Lieferterminanpassung, Auftragseingabe bei Erzeugnisvarianten, Bearbeitung von Kundenanfragen und der Versand.

### Bedarfsvorhersage
Das Kapitel Bedarfsvorhersage beschreibt die Technik der Vorhersage (Forecasting) des Bedarfs für Enderzeugnisse, unter anderem Datenaufbereitung und Bereinigung der Daten von Extremwerten, die – zum Teil bildschirmunterstützte – Entwicklung und Auswahl eines Vorhersagemodells, Berücksichtigung der Lebensdauer eines Produktes und anderer Korrekturwerte. Es werden alle gängigen stochastischen Bedarfsermittlungsmethoden wie gleitendem oder gewichtetem gleitenden Mittelwert, lineare oder nichtlineare Regressionsanalyse, exponentielle Glättung erster oder zweiter Ordnung behandelt.

### Produktionsplanung für Enderzeugnisse
Die Produktionsplanung für Enderzeugnisse (Master Production Schedule Planning) entwickelt auf Basis der Bedarfsvorhersage, erwarteter Trends und Marktentwicklungen alternative Produktionspläne für die Fertigungskapazitäten und verabschiedet einen Produktionsplan als Grundlage für detailliertere Pläne. Unter einem Produktionsplan versteht man den Bedarf für Enderzeugnisse nach Termin und Menge. Der Produktionsplan ist einerseits Ausgangspunkt für die kurzfristige Materialbedarfs- und Kapazitätsplanung, andererseits die Abschätzung der langfristigen Kapazitätsanforderungen an Raum, Maschinen, Arbeitskräften, Planungsleistung und Kapital. Die Aufgaben der Produktionsplanung sind also:
- Abschätzung der langfristigen Beanspruchung von Arbeitskräften, Anlagen und Kapital zur Sicherstellung der Realisierbarkeit des Produktionsplans.
- Planung der Kapazitätsbelastung in technischen Abteilungen und Produktion zur Sicherstellung der Realisierbarkeit des Produktionsplans.
- Bereitstellung der Informationen damit die Unternehmensleitung im Rahmen der geplanten Kapazitäten den besten Produktionsplan für Enderzeugnisse aufstellen kann.
- Die Fortschreibung des Produktionsplans bei Änderungen, z. B. der Vorhersagen, der Marktanforderungen oder als Reaktion auf Überlastsituationen.
- Bereitstellung von Simulationsmöglichkeiten, mit denen Auswirkungen von Planalternativen und Kapazitätsänderungen durchgespielt werden können (!).

### Materialplanung und -steuerung
Die Materialplanung und -steuerung (Inventory Management) bestimmt auf der Grundlage des Produktionsplans Mengen und Termin für zu bestellende oder zu fertigende Teile. Sie besteht aus der Materialbestandsführung einschließlich Inventur und der Bestandsplanung und -steuerung, bestehend aus Material Requirement Planning (MRP, Materialbedarfsplanung) und Planung der Auftragsfreigabe. Es wird dabei besonders auf die Bedeutung der Steuerung der Wirksamkeit technischer Änderungen und auf den Nachweis von Bedarfszusammenhängen (Bedarfsnachweis) hingewiesen.

### Fertigungs- und Kapazitätsplanung
Die Fertigungs- und Kapazitätsplanung (Manufactoring Activity Planning) dient der Ermittlung des Bedarfs an Fertigungskapazitäten und dem terminierten Kapazitätsabgleich unter Berücksichtigung verfügbarer Kapazitäten. Es soll dadurch erreicht werden, dass Auftragstermine eingehalten, die Werkstattbestände klein, die Durchlaufzeiten der Aufträge kurz, Engpässe an Maschinen und Maschinenleerzeiten vermieden werden.
Die einzelnen Schritte der Fertigungs- und Kapazitätsplanung sind die Kapazitätsbedarfsplanung, Berechnung oder Vorgabe von Prioritäten, Planung der Auftragsfreigabe für Einkauf und Fertigung und Planung der Auftragsreihenfolge.

### Auftragsfreigabe
Die Auftragsfreigabe (Order Release) überführt bis dahin nur geplante Aufträge in Aufträge an den Einkauf zur Beschaffung oder Aufträge an die Fertigung. Die Termine geplanter Aufträge werden überprüft. Bei Erreichen des geplanten Starttermins werden die Aufträge für die Freigabe vorgesehen, nachdem die Verfügbarkeit der benötigten Werkzeuge und des benötigten Materials geprüft und buchtechnisch reserviert wurden. Als Ergebnis der Auftragsfreigabe werden Material- und Werkzeuganforderungen für die Lager und die notwendigen Werkstattpapiere erstellt. Für Einkaufsaufträge werden Bedarfsanforderungen in der Aktivitätsdatei gespeichert.
Der Vorteil der Unterscheidung zwischen Planungsphase und Werkstattphase liegt im relativ geringen Aufwand für Änderungen in der Planungsphase gegenüber dem erhöhten Aufwand nach der Freigabe.

### Werkstattüberwachung und -steuerung
Die Werkstattüberwachung und -steuerung (Plant Monitoring and Control) überwacht den Arbeitsfortschritt der Fertigungsaufträge und sorgt für die rechtzeitige Bereitstellung von Werkzeugen, Prüfmitteln und Transportmitteln für den Transport zwischen den Werkstätten.
In der Annahme, dass die Produktivität einer Fabrik durch verbesserte Steuerung der Werkstätten erreicht werden kann, befasst sich dieses Kapitel über Werkstattüberwachung und -steuerung als Brücke zwischen der Planung und der Ausführung in den Werkstätten. Solche Systeme wären nicht erforderlich, wenn genau wie geplant produziert würde. Grundlage solcher Systeme ist eine schnellere Kommunikation über in den Werkstätten befindliche Kommunikationsgeräte wie Terminals, Bildschirmgeräte und Computernetzwerke mit Direktanschlüsse an Maschinen. Durch das Zusammenwirken von Menschen, Computern, Rückmeldeterminals, Bildschirmgeräten und Maschinen gehen Anweisungen an die Werkstatt und Statusrückmeldungen zurück. Soll- und Istzustand können verglichen werden, in Ausnahmesituationen können so schneller Entscheidungen gefällt und Korrekturmaßnahmen durch die Werkstatt veranlasst werden. Besonders kritische Bereiche können gezielt überwacht werden.
Aufgaben, die in einem solchen System zu bewältigen sind: Anwesenheitsmeldungen, Erstellung, Anpassung und Bereitstellung der Werkstattpapiere, Materialbereitstellung zur rechten Zeit, Verteilung und Zuweisung der Arbeitsaufträge, Terminkontrolle und Meldung von Ausnahmezuständen (Material fehlt, Maschinenausfall etc.), Qualitätskontrolle, prozessbegleitende Bereitstellung von Teilen und Material, Werkzeug- und Prüfmittelüberwachung und direkte Maschinensteuerung (DNC, Distributed Numerical Control).

### Wartungsplanung und -steuerung
Die Planung und Abwicklung vorbeugender Wartungsaufträge ist Aufgabe der Wartungsplanung und -steuerung (Plant Maintenance). Dieser Teil von COPICS geht davon aus, dass computergestützte Wartungsplanung und -steuerung die Herstellungskosten durch Minimierung von Maschinenausfällen reduziert – nach dem Motto „Besser vorbeugen als reparieren“. Die Kosten der vorbeugenden Wartung folgen einer Gesamtkostenkurve als Summe von linear ansteigenden Wartungskosten und sinkenden Ausfallkosten der Fertigung, die zunächst bis zum Optimum fällt und dann wieder ansteigt. Die Unterstützung bei der Ermittlung dieses Optimums ist eine der besonders wichtigen Aufgaben des Systems.
Weitere Aufgaben sind: Das Setzen von Standards Arbeitsbedingungen der vorbeugenden Wartung, die Ermittlung der kostenoptimalen Wartungsintervalle, die Einsteuerung von Notfallreparaturaufträgen, direkte Maschinenüberwachung durch Messgeräte, Bestandssteuerung für Ersatzteile, Reparaturauftragsrückmeldung und -überwachung, Abstimmung der Planung der Wartungsaufträge mit den laufenden Fertigungsaufträgen (Minimierung der Ausfallzeiten durch Wartung).

### Einkaufs- und Wareneingangssteuerung
Einkaufs- und Wareneingangssteuerung (Purchasing and Receiving) heißt Einholung von Angeboten durch den Einkauf, Erstellen und überwachen von Einkaufsaufträgen (Einkaufsbestellungen), Wareneingang, Eingangskontrolle (Qualitätsprüfung) und Einlagerung. Die Hauptfunktionen sind Einkaufssteuerung, Wareneingangssteuerung und Qualitätskontrolle im Wareneingang.
Zur Einkaufssteuerung gehören das Erstellen der Lieferantendaten, das Verwalten der Angebotsdaten und die Lieferantenüberprüfung. Die Auftragsvergabe mit der Eingabe und Überwachung der Anforderungen, der Lieferantenauswahl und der Erstellung der Einkaufsaufträge. Nach der Auftragserteilung erfolgt das Verfolgen und Mahnen der Einkaufsaufträge.
Funktionen der Wareneingangssteuerung sind insbesondere die Auswahl der zu überprüfenden Lieferpositionen, die Erstellung der Wareneingangspapiere, Feststellen der gelieferten Mengen, Benachrichtigen von Einkäufern und Disponenten über kritische Teile und Fehlteile.
Zu den Aufgaben der Qualitätskontrolle im Wareneingang gehören das Festlegen der notwendigen Prüfungen, Prüfen, Testen und Prüfberichte erstellen, die Überwachung der Reklamationen, die Fehleranalyse und das Bestimmen der Qualitätskennzahl des Lieferanten.

### Lagerverwaltung und -steuerung
Zur Lagerverwaltung und -steuerung (Stores Control) gehören Einlagerung und Auslagerung und die Überwachung der Lager und Lagerplätze.
Hauptthemen sind die Festlegung der grundlegenden Verfahren (offene Lager, geschlossene Lager), die Steuerung des Lagerplatzes und die Behältersteuerung, die Ausführung von Aufträgen und Anforderungen (Ausfaßlisten und Ausfaßpapiere, geplante Eingänge und ungeplante Eingänge) und die Steuerung eines automatisierten Lagerhauses.

### Kostenplanung und -steuerung
Kostenplanung und -steuerung (Cost Planning and Control) meint die direkte Bereitstellung von Informationen der Produktion für die Kostenplanung und -abrechnung.
Hier geht es um Planung und Überwachung der direkten Lohnkosten, deren Daten aus Stücklisten und Arbeitsplänen, aus der Produktionsplanung für Enderzeugnisse, der Fertigungs- und Kapazitätsplanung und der Werkstattüberwachung und -steuerung kommen. Beim Material geht es um die Planung der direkten Materialkosten, um die Festlegung der Materialpreise und die Bewertung der Stücklisten und die Behandlung von Preis- und Verbrauchsabweichungen.
In COPICS werden weiter diskutiert die anderen direkten Kosten wie Maschinenkosten, Rüstkosten, Instandhaltungskosten, die Materialtransportkosten und die Überwachung der Verteilung der Gemeinkosten.

## Datenbank
Im Gegensatz zu den COPICS-Anwendungsgebieten hat die COPICS-Datenbank (System Data Base) an Aktualität eingebüßt. Immerhin war es damals (1972) wohl die erste Beschreibung einer integrierten Datenbasis für alle COPICS-Anwendungsgebiete.
Betont wurde die damals durchaus nicht selbstverständliche Datenunabhängigkeit und Zugriffssicherheit, unter Datenstrukturen wurde Segmentierung der Datensätze, hierarchische Segmentierung und variable Satzlängen als Neuheiten und unabdingbare Voraussetzungen einer integrierten Datenbank beschrieben. Logische Datenstrukturen werden durch mehrfache logische Pointer, durch logische Twin Pointer, Pointer-Segmente und Twin-Ketten erzeugt.
(Etwa zur gleichen Zeit, Ende der 1960er, Anfang der 1970er Jahre entstanden sogenannte Stücklistenprozessoren wie DBOMP von IBM und UNIBORS von Sperry Univac, etwa zur gleichen Zeit wurde IBMs hierarchisches Datenbanksystem IMS auf den Markt gebracht; parallel zum proprietären IMS von IBM wurde von der CODASYL Data Base Task Group die CODASYL-Netzwerkdatenbank spezifiziert, standardisiert und von Cullinane (IDMS) und UNIVAC (DMS/1100) realisiert.)
Wesentlicher Bestandteil des gesamten COPICS-Systems waren Aktivitätsdateien und Triggerdateien. In Aktivitätsdateien werden Datensätze eingestellt, wenn außerhalb des Systems Aktivitäten von Menschen erforderlich sind. Jede Aktivitätsdatei stellt eine Warteschlange noch nicht ausgeführter Arbeiten bei einem Mitarbeiter dar. Triggerdateien erlauben eine gegenüber der auslösenden Onlinetransaktion zeitversetzte Verarbeitung. Trigger werden dann verwendet, wenn eine sofortige Onlineverarbeitung der Daten einer Transaktion nicht notwendig oder zu aufwendig wäre. „Zeitversetzt“ kann Millisekunden, aber auch Stunden bedeuten, je nach Anwendung, im Falle einer erforderlichen Stapelverarbeitung auch Tage.
Insgesamt umfasst die bis auf Einzelfeldebene detaillierte Beschreibung der Datenbank ca. 160 Seiten mit allen Dateien wie Kundenstamm, Kundenauftrag, Konstruktionszeichnungen, Arbeitspläne, Änderungshistorie etc., um nur ein paar zu nennen.
Das Softwarepaket COPICS wurde in den neunziger Jahren von der IBM nicht weiter entwickelt und schließlich verkauft.
In dieser Zeit hat sich das ERP-System der Firma SAP SAP/R2 durchgesetzt, das auf dem Konzept von COPICS aufgebaut ist, und das danach von SAP/R3 abgelöst wurde.